# West Chicago
West Chicago ist eine Stadt (mit dem Status "City") im DuPage County im Nordosten des US-amerikanischen Bundesstaates Illinois. Bei der Volkszählung im Jahr 2020 hatte West Chicago 25.614 Einwohner.
West Chicago gehört nicht zur Stadt Chicago, ist aber Bestandteil der Metropolregion Chicago.

## Geographie
West Chicago liegt auf 41°53'18" nördlicher Breite und 88°12'35" westlicher Länge und erstreckt sich über 35,8 km², die nur aus Landfläche bestehen.
West Chicago liegt 56,8 km westlich des Stadtzentrums von Chicago und dem Michigansee.
Benachbarte Orte von West Chicago sind Winfield (6 km südöstlich), Warrenville (10,9 km südlich), Batavia (11,4 km südwestlich), Geneva (8,8 km westlich), St. Charles (11,2 km nordwestlich), Wayne (10,3 km nordnordwestlich), Bartlett (15,7 km nördlich) und Carol Stream (8,4 km nordöstlich).

## Geschichte
Der frühere Name der Stadt lautete Turner Junction, benannt nach John B. Turner, dem Präsidenten der Galena and Chicago Union Railroad und Gründer der Stadt. Hervorgegangen ist der Name aus der ersten Eisenbahnkreuzung in Illinois.
1896 wurde der Ort in West Chicago umbenannt.

## Demografische Daten
Nach der Volkszählung im Jahr 2010 lebten in West Chicago 27.086 Menschen in 7.609 Haushalten. Die Bevölkerungsdichte betrug 756,6 Einwohner pro Quadratkilometer.
Ethnisch betrachtet setzte sich die Bevölkerung zusammen aus 67,6 Prozent Weißen, 2,5 Prozent Afroamerikanern, 0,6 Prozent amerikanischen Ureinwohnern, 5,9 Prozent Asiaten sowie aus anderen ethnischen Gruppen; 2,7 Prozent stammten von zwei oder mehr Ethnien ab. Unabhängig von der ethnischen Zugehörigkeit waren 51,1 Prozent der Bevölkerung spanischer oder lateinamerikanischer Abstammung.
In den 7.609 Haushalten lebten statistisch je 3,39 Personen.
32,4 Prozent der Bevölkerung waren unter 18 Jahre alt, 61,4 Prozent waren zwischen 18 und 64 und 6,2 Prozent waren 65 Jahre oder älter. 48,6 Prozent der Bevölkerung war weiblich.

Das jährliche Durchschnittseinkommen eines Haushalts lag bei 64.795 USD. Das Prokopfeinkommen betrug 24.498 USD. 10,9 Prozent der Einwohner lebten unterhalb der Armutsgrenze.

## Verkehr

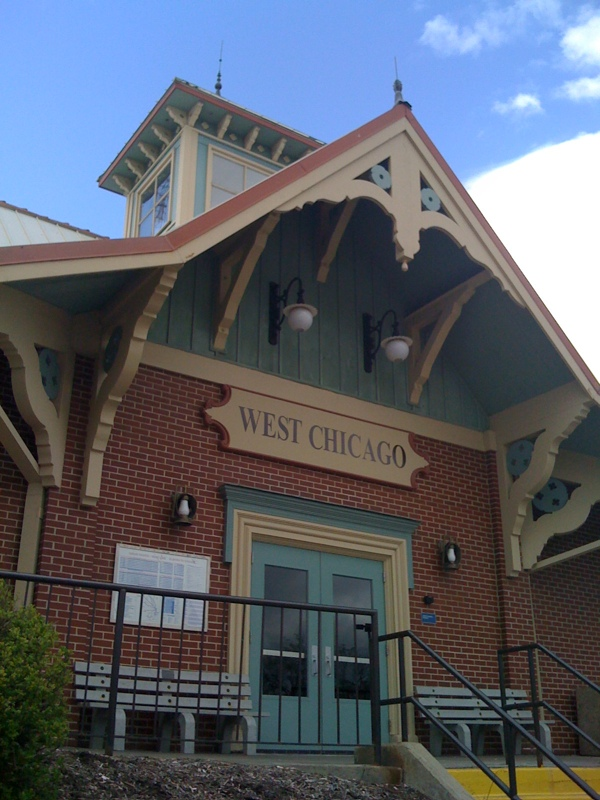
METRA-Station in West Chicago

West Chicago ist ein Knotenpunkt verschiedener Eisenbahnlinien der Union Pacific Railroad. Daneben ist West Chicago an das Netz der METRA angeschlossen, dem Schnellbahnnetz des Großraums Chicago.
Durch das Stadtgebiet verlaufen die Illinois State Routes 38,  59 und 64, die zum Teil autobahnähnlich ausgebaut sind.

Im Westen des Stadtgebietes liegt der DuPage Airport, der neben dem regionalen Flugverkehr auch als Entlastungs- und Ausweichflughafen für die Großflughäfen O’Hare International und Chicago Midway International dient.

## Städtepartnerschaft
Seit 1999 besteht eine Partnerschaft mit der deutschen Gemeinde Taufkirchen (Vils) in Bayern.

## Söhne und Töchter der Stadt
- Chauncey W. Reed (1890–1956), Politiker
- Harris W. Fawell (1929–2021), Politiker
- Beverly Rae Kimes (1939–2008), Automobilhistorikerin, Autorin und Journalistin